# Goldfinger
Goldfinger (Agent 007 contra Goldfinger) er en britisk actionfilm fra 1964. Filmen er den tredje i EON Productions serie om den hemmelige agent James Bond, der blev skabt af Ian Fleming. Den er baseret på Flemings roman af samme navn og følger i store træk denne.
Filmen introducerede eller fastslog en række elementer, der ofte kom til at indgå i de efterfølgende film i serien. Den var for eksempel den første, hvor Bond bruger hjælpemidler i stort omfang, og den første med et besøg i Q's værksted, hvor de laves. Indslag som en karakteristisk håndlanger og en pige der bliver dræbt af skurken samt den generelle tendens til at balancere mellem humor og action går også igen i mange af de efterfølgende film.
Filmen betragtes generelt som den, der for alvor gjorde James Bond populær. De oprindelige romaner solgtes som aldrig før, og der produceredes en masse merchandise. Også en række parodier og kopier blev produceret i de følgende år.

## Handling
Agenten James Bond (Sean Connery) kommer på tværs af rigmanden Goldfinger (Gert Fröbe), da han afslører, at han snyder i kort. Efterfølgende får Bond til opgave at undersøge Goldfingers smugleri af guld. Bond følger Goldfingers spor fra en engelsk golfbane til rigmandens fabrik i Schweiz, hvor han imidlertid bliver taget til fange. Han overbeviser dog Goldfinger om ikke at dræbe sig og kommer i stedet med til Goldfingers store mål: Fort Knox.

## Medvirkende
- Sean Connery – James Bond
- Honor Blackman – Pussy Galore
- Gert Fröbe – Auric Goldfinger
- Shirley Eaton – Jill Masterson
- Tania Mallet – Tilly Masterson
- Harold Sakata – Oddjob
- Martin Benson – Solo
- Cec Linder – Felix Leiter
- Bernard Lee – M
- Desmond Llewelyn – Q
- Lois Maxwell – Miss Moneypenny
- Michael Collins – Auric Goldfinger (stemme)

Gert Fröbe kunne kun lidt engelsk, så han blev dubbet af den engelske skuespiller Michael Collins.
I en af filmens kendte scener bliver Jill Masterson dræbt ved at blive dækket ved guldmaling. På den tid var det en udbredt opfattelse, at man åndede gennem huden, og at man ville dø, hvis den var fuldstændig dækket. I praksis vil kroppen overophede, hvilket dog også kan være livsfarligt, hvis man gør det for længe. Under optagelserne var der læger til stede for at sikre, at der ikke skete noget, ligesom et stykke af Shirley Eatons krop var udækket, for at den efter den tids tro kunne ånde. Scenen og omtalen fik dog efterfølgende folk til at tro, at man faktisk kunne dø af at blive dækket af maling. Det blev forstærket af, at Shirley Eaton efter nogle yderligere film forsvandt fra rampelyset. I praksis var hun dog ikke komme noget til under optagelserne, og hun lever stadig i bedste velgående.